# Maider Fernández Iriarte
Maider Fernández Iriarte (Sant Sebastià, 1988) és una educadora i cineasta basca.

## Trajectòria
Després de diplomar-se en Educació Social per la Universitat del País Basc, va cursar els estudis superiors en Realització de Televisió, Cinema i Vídeo i posteriorment va obtenir el Màster en Documental de Creació per la Universitat Pompeu Fabra. Va treballar com a tècnica audiovisual al Centre Internacional de Cultura Contemporània Tabakalera. Ha estat professora de Fotografia a Donostia Kultura i ha impartit tallers de cinema documental. Els seus treballs han estat reconeguts i exhibits en nombrosos festivals i centres d'art, com el Festival de Cinema de Sant Sebastià, Festival de Cinema Europeu de Sevilla, FICXixón, Zinebi, DA2, IVAM, FIC Urugay o L'Alternativa.
El 2019 va estrenar el seu primer llargmetratge documental, Las letras de Jordi, sobre el pelegrinatge al Santuari de Lorda d'una persona amb paràlisi cerebral que es comunica per mitjà d'un cartró amb lletres. La pel·lícula es va presentar al 67è Festival Internacional de Cinema de Sant Sebastià, dins de la secció de cineastes novells.

## Filmografia
- Las letras de Jordi (2019)[4]
- Amor siempre (2018)[5]
- Gure Hormek (2016, Las chicas de Pasaik)[2]
- La chica de la luz (2016, Las chicas de Pasaik)
- Historia de dos paisajes (2016)
- Errautsak (2014, Zinergentziak#14, Zinebi)
- Agosto sin ti (2014, Las chicas de Pasaik)
- Encuentros (2014, Las chicas de Pasaik)
- Irudi mintzatuen hiztegi poetikoa (Aitor Gamentxo, Maria Elorza, Maider Fernández, 2012)